# Karen Barad
Karen Michelle Barad (29 april 1956)  is een Amerikaanse feministische theoreticus en natuurkundige, vooral bekend om haar theorie van het agentiële realisme.
Barad is momenteel hoogleraar feministische studies, filosofie en geschiedenis van het bewustzijn aan de University of California, Santa Cruz. Ze zijn de auteur van Meeting the Universe Halfway: Quantum Physics and the Entanglement of Matter and Meaning.Hun onderzoeksonderwerpen omvatten feministische theorie, natuurkunde, continentale filosofie van de twintigste eeuw, epistemologie, ontologie, filosofie van de natuurkunde, culturele studies van wetenschap en feministische wetenschapsstudies.
Barad behaalde zijn doctoraat in theoretische natuurkunde aan de Stony Brook University. Hun proefschrift presenteerde computationele methoden voor het kwantificeren van eigenschappen van quarks en andere fermionen, en in het kader van de roosterijktheorie.
Barad is lid van de adviesraad voor de feministische academische tijdschriften Catalyst: Feminism, Theory, Technoscience en Signs: Journal of Women in Culture and Society.
Volgens Barads theorie van agentieel realisme omvat het universum fenomenen, die "de ontologische onscheidbaarheid van intra-acterende agentschappen" zijn. Intra-actie, een neologisme dat door Barad werd geïntroduceerd, signaleert een belangrijke uitdaging voor individualistische metafysica. Voor Barad gaan fenomenen of objecten niet vooraf aan hun interactie, maar ontstaan "objecten" door specifieke intra-acties. Apparaten, die fenomenen produceren, zijn dus geen assemblages van mensen en niet-mensen (zoals in de actor-netwerktheorie). In plaats daarvan zijn ze de mogelijkheidsvoorwaarde van "mensen" en "niet-mensen", niet alleen als ideële concepten, maar in hun materialiteit. Apparaten zijn "materieel-discursief" in die zin dat ze bepaalde betekenissen en materiële wezens produceren terwijl ze tegelijkertijd de productie van anderen uitsluiten. Wat het betekent om ertoe te doen, is daarom altijd materieel-discursief. Barad haalt hun inspiratie uit de natuurkundige Niels Bohr, een van de grondleggers van de kwantumfysica. Barads agentiële realisme is tegelijk een epistemologie (theorie van het weten), een ontologie (theorie van het zijn) en een ethiek. Hiervoor introduceert Barad het neologisme "ontoepistemologie". Omdat specifieke praktijken van mattering ethische consequenties hebben, met uitsluiting van andere soorten mattering, zijn onto-epistemologische praktijken altijd op hun beurt ethico-onto-epistemologisch.
Een groot deel van Barads wetenschappelijke werk draait om hun concept van "agentieel realisme" en hun theorieën zijn van belang voor veel academische vakgebieden, waaronder wetenschapsstudies, STS (Science, Technology, and Society), feministische technowetenschap, filosofie van de wetenschap, feministische theorie en natuurlijk natuurkunde. Naast Bohr put hun werk uit het werk van denkers als Michel Foucault, Judith Butler, Jacques Derrida en Walter Benjamin, onder anderen.
Barads oorspronkelijke opleiding was in theoretische deeltjesfysica en kwantumveldentheorie. Hun boek, Meeting the Universe Halfway, (2007), bevat een hoofdstuk dat een originele ontdekking in de theoretische fysica bevat, die grotendeels ongehoord is in boeken die gewoonlijk worden gecategoriseerd als "gender studies" of "culturele theorie" boeken [bronvermelding vereist]. In dit boek betoogt Barad ook dat "agential realism" nuttig is voor de analyse van literatuur, sociale ongelijkheden en vele andere dingen. Deze bewering is gebaseerd op het feit dat Barads agential realism een manier is om de politiek, ethiek en agentschappen van elke observatiehandeling te begrijpen, en inderdaad elke vorm van kennispraktijk. Volgens Barad betekent de diep verbonden manier waarop elk "ding" op materieel specifieke manieren met al het andere verstrengeld is, dat alle intra-acties de verstrengeling opnieuw configureren. Barads innovatieve en verreikende formulering van intra-actie, die de gebruikelijke notie van interactie uitdaagt die een metafysica van individualisme veronderstelt, biedt een nieuwe formulering van causaliteit. Er zijn geen dingen die interacteren, maar eerder door en binnen intra-acties is er een differentiërende-verstrengeling, zodat er een agentiële snede wordt uitgevoerd die dingen samen-uit elkaar snijdt (één beweging), zodat verschillen niet bestaan als absolute scheidingen, maar in hun onscheidbaarheid (d.w.z. "agentiële scheiding" zoals Barad het noemt). Niets is inherent gescheiden van iets anders, maar scheidingen worden uitgevoerd binnen verschijnselen. Deze visie op kennis biedt een raamwerk om na te denken over hoe cultuur en denkgewoonten sommige dingen zichtbaar kunnen maken en andere dingen gemakkelijker te negeren of nooit te zien. Om deze reden is agentieel realisme volgens Barad nuttig voor feministische analyse en andere vormen van politiek en sociaal denken, zelfs als de verbinding met wetenschap niet duidelijk is.
Barads raamwerk geeft verschillende andere argumenten, en sommige daarvan maken deel uit van grotere trends in vakgebieden zoals wetenschapsstudies en feministische technowetenschap (allemaal te vinden in hun boek uit 2007, Meeting the Universe Halfway):
Ze definiëren agentschap als een relatie en niet als iets dat iemand "heeft".
De wetenschapper en de maatschappij zijn altijd onderdeel van het apparaat, en men moet hier rekening mee houden in zijn onafscheidelijkheid bij het analyseren van het systeem. Dit verschilt van de opvatting dat politieke kritiek op wetenschap de geloofwaardigheid van wetenschap probeert te ondermijnen; in plaats daarvan betoogt Barad dat dit soort kritiek juist zorgt voor betere, geloofwaardigere wetenschap. Zij stellen dat politiek en ethische kwesties altijd deel uitmaken van wetenschappelijk werk, en alleen gescheiden lijken te zijn door specifieke historische omstandigheden die mensen aanmoedigen om die verbanden niet te zien. Een voorbeeld dat zij bespreken is de ethiek van het ontwikkelen van kernwapens om dit punt te beargumenteren, door te beweren dat ethiek en politiek deel uitmaken van hoe dergelijke wapens werden ontwikkeld en begrepen, en daarom deel uitmaken van de wetenschap, en niet alleen van de "filosofie van de wetenschap" of de "ethiek van de wetenschap". Dit verschilt van de gebruikelijke opvatting dat men kan streven naar een politiekvrije, vooringenomen wetenschap.
Niettemin argumenteren zij tegen epistemologisch relativisme, en bieden een belangrijk alternatief voor de gebruikelijke opvatting van objectiviteit.
Zij verwerpen ook het idee dat wetenschap "slechts" een taalspel of een reeks ficties is die alleen door menselijke constructies en concepten worden geproduceerd. Hoewel de wetenschapper deel uitmaakt van de "intra-actie" van het experiment, hebben mensen (en hun culturele constructies) niet volledige controle over alles wat er gebeurt. Barad drukt dit punt uit door te zeggen, in "Getting Real," dat hoewel wetenschappers kennis over het universum vormgeven, je de manier waarop het universum "terugkickt" niet kunt negeren.
Deze punten over wetenschap, agentschap, ethiek en kennis laten zien dat Barads werk vergelijkbaar is met de projecten van andere wetenschappers in wetenschapsstudies zoals Bruno Latour, Donna Haraway, Andrew Pickering en Evelyn Fox Keller.